# Tranøy
Tranøy este o comună din provincia Troms, Norvegia.